# Chronologie de l'invasion de l'Ukraine par la Russie (juillet 2023)
Pour un article plus général, voir Invasion de l'Ukraine par la Russie.
Cet article fait partie de la chronologie de l'invasion de l'Ukraine par la Russie et présente une chronologie des événements clés de ce conflit durant le mois de juillet 2023.
Pour les événements précédents, voir Chronologie de l'invasion de l'Ukraine par la Russie (juin 2023).
Pour les événements suivants, voir Chronologie de l'invasion de l'Ukraine par la Russie (août 2023).

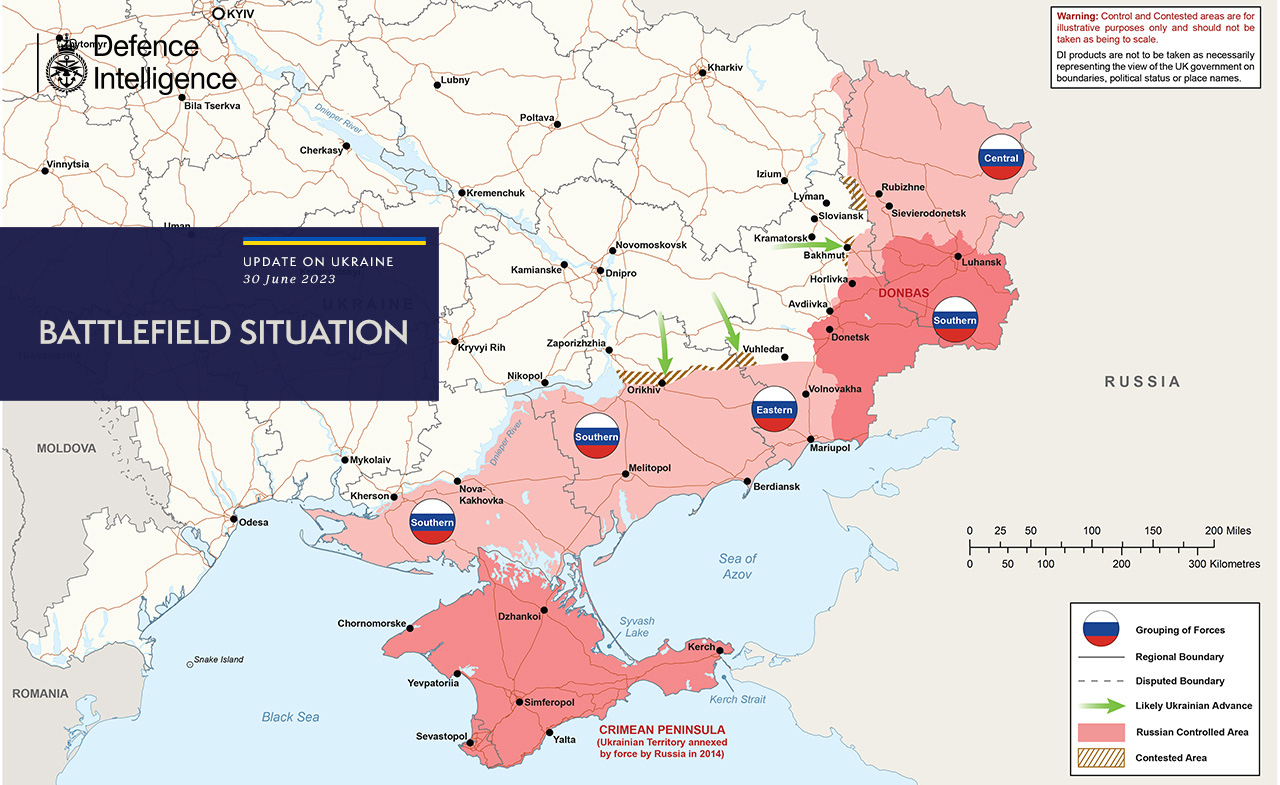
Situation fin juin 2023

## Chronologie des évènements

### 1erjuillet
Le Président Volodymyr Zelensky s'est rendu à la centrale nucléaire de Rivné, oblast de Rivne, en Ukraine, à 80 km de la frontière avec la Biélorussie
Le général ukrainien Oleksandr Tarnavsky, commandant du Groupe opérationnel Tauride, affirme que dans son secteur « les pertes ennemies s'élèvent à près de deux compagnies et que quatorze véhicules, dont un véhicule blindé de transport de troupes, un lance-roquettes multiple BM-21 Grad, un canon antichar MT-12 Rapira, trois drones Zala, trois canons 2A36 Giatsint-B, deux systèmes d'artillerie automoteurs Pion, un obusier 2A65 Msta-B » ont été détruits.
Le Premier ministre espagnol, Pedro Sánchez est en visite à Kyïv,.
Le directeur de la CIA, William Burns, s'est rendu récemment en Ukraine.
Mediazona a identifié 26 801 soldats russes tués en Ukraine depuis le début de la guerre.

### 2 juillet
La vice-ministre de la Défense ukrainienne, Hanna Maliar, indique que l'ennemi avance dans les secteurs d'Avdiïvka, Marïnka, Lyman et aussi dans le secteur de Svatove. Il y a partout des combats acharnés
Le président ukrainien Volodymyr Zelensky s'est rendu à Odessa, au bord de la mer Noire, pour « féliciter et remercier » la marine ukrainienne et ses soldats pour leur courage, leur héroïsme et les résultats extraordinaires accomplis et en cours d’accomplissement ».
Le major Spartanets, commandant d'un bataillon de la 37e brigade d'infanterie navale, indique que « les chars AMX-10 RC sont utilisés pour des tirs d’appui, à cause de leur blindage léger. Leur armement est bon, leurs instruments d’observation sont très bons. Mais hélas c'est un blindage léger, ce qui les rend inadaptés pour attaquer ».
Sur 1 500 kilomètres environ, de la Crimée à la Biélorussie, depuis des mois, les soldats russes construisent un réseau défensif dense et complexe avec fosses, des mines et des obstacles antichars ainsi que des mines antipersonnel. A certains endroits les lignes de défenses sont déployées sur trente kilomètres de profondeur,.

### 3 juillet
Le chef du comité international du Conseil de la fédération de Russie, Grigori Karassine (ru), affirme « qu'il est bien connu que la Russie, contrairement à un certain nombre de pays européens, a toujours traité les enfants avec soin et chaleur. Ces dernières années, 700 000 enfants, fuyant les bombardements et les bombardements des zones de conflit en Ukraine, ont trouvé refuge chez nous ».
Sergueï Choïgou affirme que « Dans le sud de Zaporijjia et de Donetsk, où les forces armées ukrainiennes mènent des attaques infructueuses, les forces russes ont détruit 15 avions, 3 hélicoptères et 920 véhicules blindés, dont 16 chars Leopard ».

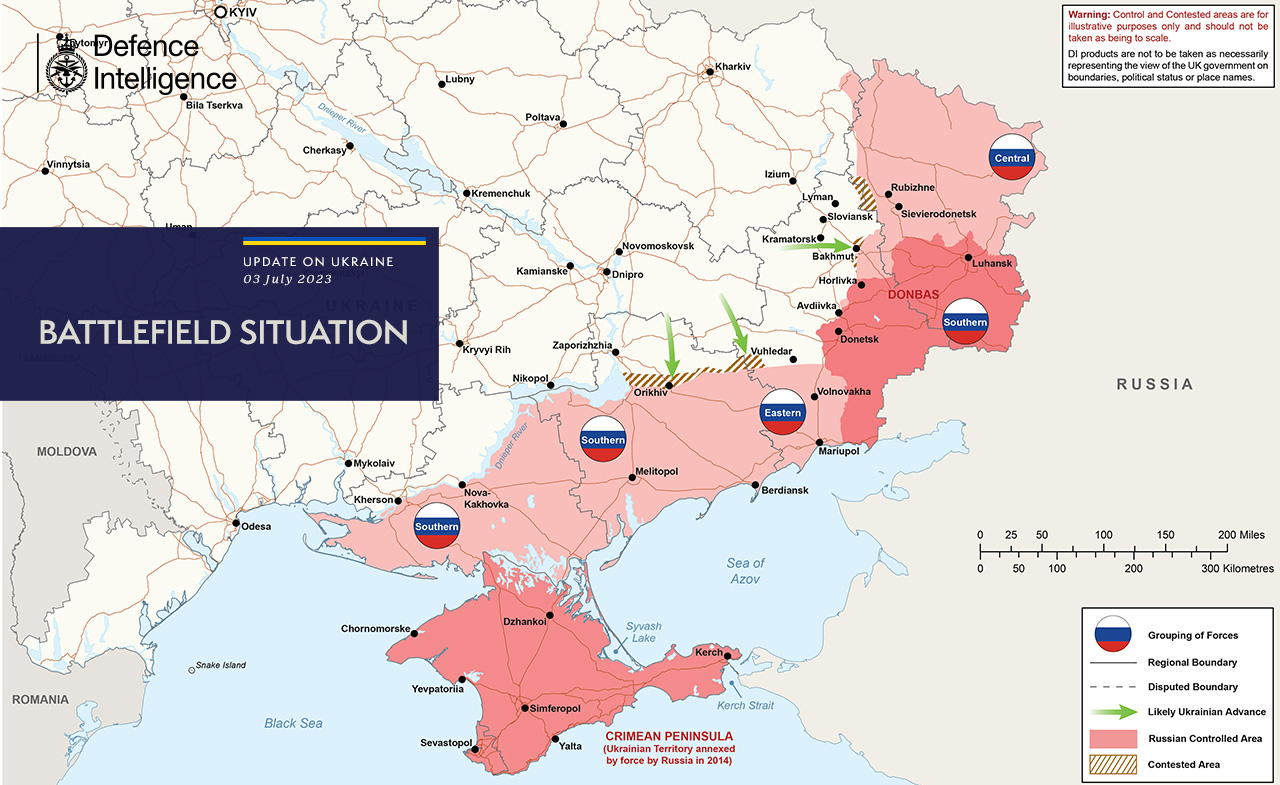
Situation le 3 juillet 2023

### 4 juillet
Le Bureau des communications stratégiques des forces armées ukrainiennes fait savoir que « En conséquence de la puissance de feu des unités des forces de défense ukrainiennes, une formation russe et une autre formation de terroristes russes dans la zone temporairement occupée de Makiïvka ont cessé d'exister ».
La Russie a bombardé l'oblast de Soumy 268 fois en une seule journée.
La journaliste américaine Sarah Ashton-Cirillo (en) affirme que « la Russie utilise activement des armes chimiques contre les troupes ukrainiennes dans la direction de Bakhmout ».

### 5 juillet
Le ministère des Affaires étrangères ukrainien affirme que « La Russie a déployé du personnel militaire et installé des fortifications sur au moins trois réacteurs, plaçant des explosifs à la centrale nucléaire de Zaporijjia Il est grand temps que le monde prenne des mesures immédiates ».
L'Agence internationale de l'énergie atomique « réclame l'autorisation pour avoir accès à l'ensemble des bâtiments de la centrale nucléaire ukrainienne de Zaporijjia, occupée par les troupes russes, pour confirmer l'absence de mines ou d’explosifs sur le site. Alors que la tension et les activités militaires s’accentuent dans la région, nos experts doivent pouvoir vérifier les faits sur le terrain »,.
L'artillerie ukrainienne bombarde la ville de Valouïki dans l'oblast de Belgorod et le village de Tiotkino.

### 6 juillet
Des images qui auraient été prises au cours de la perquisition effectuée au domicile d'Evgueni Prigojine, à Saint-Pétersbourg « montrent une vaste et luxueuse maison, avec un hélicoptère stationné dans le jardin. Les enquêteurs auraient également découvert des liasses de dollars et de roubles, des lingots d'or, de nombreuses armes, plusieurs passeports avec des noms différents et une armoire pleine de perruques ».
Dans l'oblast de Soumy, les forces russes bombardent les villes de Bilopillia, Esman, Khotine, Krasnopillia, Velyka Pyssarivka, Seredyna-Bouda et Znob-Novhorodske
Le ministre de l’Intérieur ukrainien indique qu'un attentat suicide à eu lieu au tribunal Chevtchenkivsky de Kyïv et « un attaquant est mort sur place et deux policiers sont blessés ».
L'Ukraine affirme, depuis deux semaines, que « la Russie aurait miné la centrale nucléaire de Zaporijjia et s'apprêterait à commettre une provocation dans un avenir proche ». 
 La Russie accuse à son tour Kiev de préparer une attaque sur le site,.
Denis Pouchiline, chef des séparatistes prorusses de l'oblast de Donetsk indique que les forces russes ont progressé de 300 mètres dans le secteur de Vouhledar.
Un tir d'artillerie ukrainien provoque l'incendie de cinq réservoirs de carburant à Makiïvka, dans l'oblast de Donetsk occupée par les forces russes.
Lviv subit une attaque au missile, tuant au moins trois personnes
| Pertes au 6 juillet 2023  | Pertes au 6 juillet 2023                               | Pertes au 6 juillet 2023  |
| Russie et alliés (10 946) | Équipements                                            | Ukraine et alliés (3 786) |
| ------------------------- | ------------------------------------------------------ | ------------------------- |
| 2 082                     | Chars                                                  | 558                       |
| 901                       | Véhicules blindés de combat                            | 291                       |
| 2 469                     | Véhicules de combat d'infanterie                       | 602                       |
| 321                       | Véhicules blindés de transport de troupes              | 286                       |
| 45                        | Véhicules blindés de haute protection contre les mines | 107                       |
| 194                       | Véhicules de transport de troupes                      | 331                       |
| 245                       | Postes de commandement et postes de communication      | 15                        |
| 317                       | Véhicules et équipements du génie                      | 70                        |
| 40                        | Systèmes de missiles antichars automoteurs             | 21                        |
| 102                       | Véhicules et équipements de soutien d'artillerie       | 23                        |
| 248                       | Artillerie tractée                                     | 130                       |
| 434                       | Artillerie automotrice                                 | 173                       |
| 224                       | Lance-roquettes multiples                              | 46                        |
| 17                        | Canons antiaériens                                     | 4                         |
| 24                        | Canons antiaériens automoteurs                         | 6                         |
| 123                       | Systèmes de missiles sol-air                           | 113                       |
| 35                        | Radars et équipements de communication                 | 66                        |
| 41                        | Moyens de brouillage radar                             | 4                         |
| 83                        | Aéronefs                                               | 68                        |
| 99                        | Hélicoptères                                           | 31                        |
| 11                        | Drones de combat                                       | 24                        |
| 243                       | Drones de reconnaissance                               | 125                       |
| 6                         | Trains logistiques                                     | -                         |
| 2 632                     | Camions, autres véhicules dont tout-terrain            | 664                       |
| 12                        | Navires de guerre                                      | 26,                       |

### 7 juillet
Les États-Unis vont fournir à l'Ukraine des armes à sous-munitions dont des obus M864,,,.
Le Président Volodymyr Zelensky se trouve à Bratislava, en Slovaquie.
Le Premier ministre tchèque, Petr Fiala promet des hélicoptères et « des centaines de milliers » d'obus supplémentaires à l'Ukraine.
Une explosion a eu lieu dans une fabrique russe d'explosifs de la région de Samara, à Tchapaïevsk, dans l'usine Promsintez
L'armée ukrainienne indique avoir progressé de plus d’un kilomètre aux abords de Bakhmout

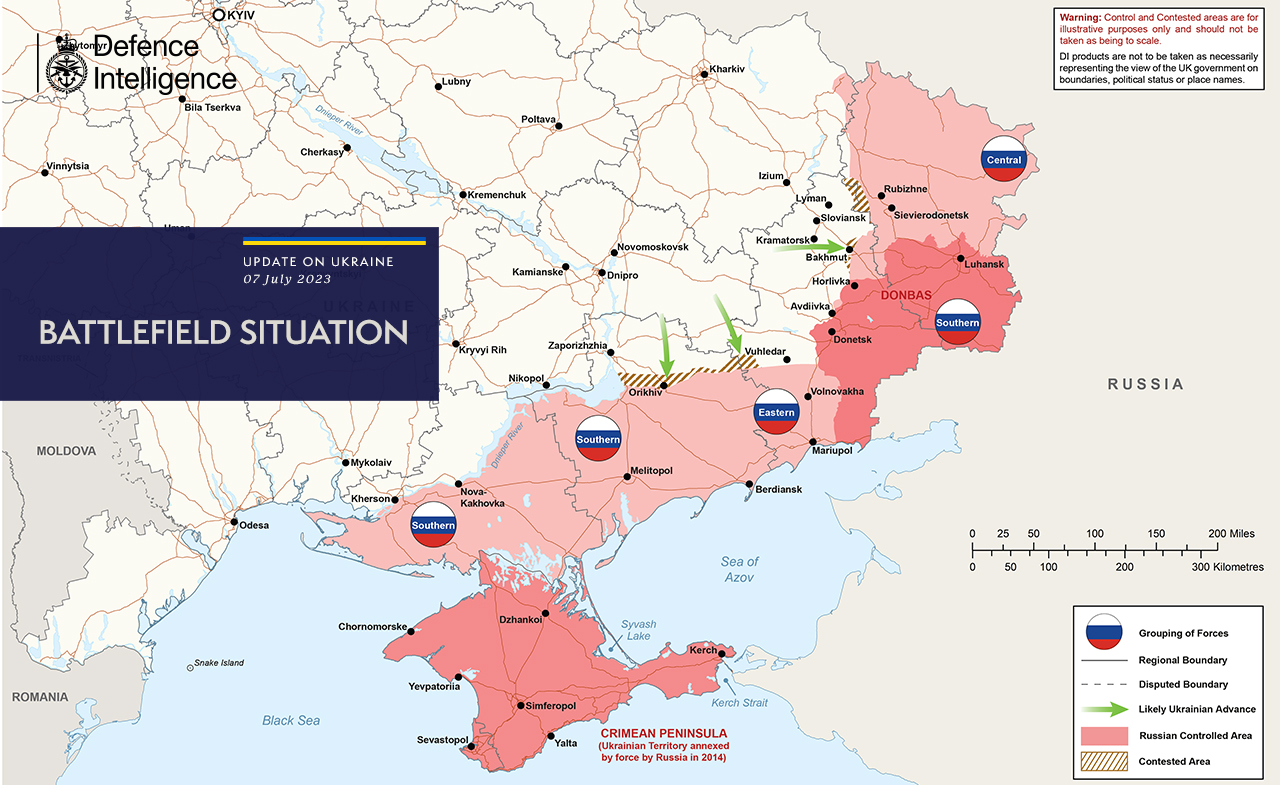
Situation le 7 juillet 2023

### 8 juillet
Selon l'ISW les Ukrainiens « réalisent des gains tactiquement significatifs dans la région de Bakhmout ».
Volodymyr Zelensky, visite l'île des Serpents,
Le Président Zelensky ramène de Turquie les commandants d'Azov, Denys Prokopenko, Sviatoslav Palamar (uk), Serhi Volynsky (uk), Denys Shlega (uk) et Oleg Khomenko (uk). Toutefois environ 700 combattants de la garnison d'Azovstal sont toujours captifs des Russes,.

### 9 juillet
Le commandant de l'Armée de terre ukrainienne, Oleksandr Syrskyi, indique que ses troupes réalisent régulièrement des gains au nord et au sud de Bakhmout
La Russie déclare avoir abattu un missile de croisière près du pont de Kertch, Crimée, et que la circulation dans les deux sens est temporairement suspendue.
La Pologne livre à l'Ukraine douze hélicoptères de combat Mi-24 de conception soviétique après les avoir remis en état.
La vice-ministre ukrainienne de la Défense, Hanna Maliar, admet que les forces ukrainiennes sont responsables de l'attaque menée en octobre dernier sur le pont de Crimée. Elle mentionne également le naufrage du croiseur Moskva, en avril 2022 et la libération de l'île des Serpents en juillet 2022.

### 10 juillet
Le ministre de la Défense russe, Sergueï Choïgou affirme que les troupes russes ont avancé de 1,5 kilomètre en profondeur sur 2 kilomètres près de Lyman.
Les premiers missiles Scalp livrés par la France arrivent en Ukraine,.
La Russie lance 28 drones explosifs sur l'Ukraine principalement sur le port d'Odessa.
L'Ukraine affirme lundi avoir capturé des positions-clés en hauteur autour de Bakhmout.

### 11 juillet
Un bombardement ukrainien sur un hôtel réquisitionné et occupé par le poste de commandement de réserve de la 58e armée, à Berdiansk, fait plusieurs victimes, dont le lieutenant général Oleg Tsokov commandant en second du district militaire sud de la Russie. Le 13 juillet, l'état-major ukrainien confirme ce bombardement
Le capitaine sous-marinier russe, Vladislav Rjitski identifié comme le responsable d'une frappe meurtrière en Ukraine, est tué de sept balles de pistolet Makarov, dans un parc de Krasnodar, en faisant son jogging,. Un suspect est arrêté le 13 juillet à Touapsé, dans la région de Krasnodar.

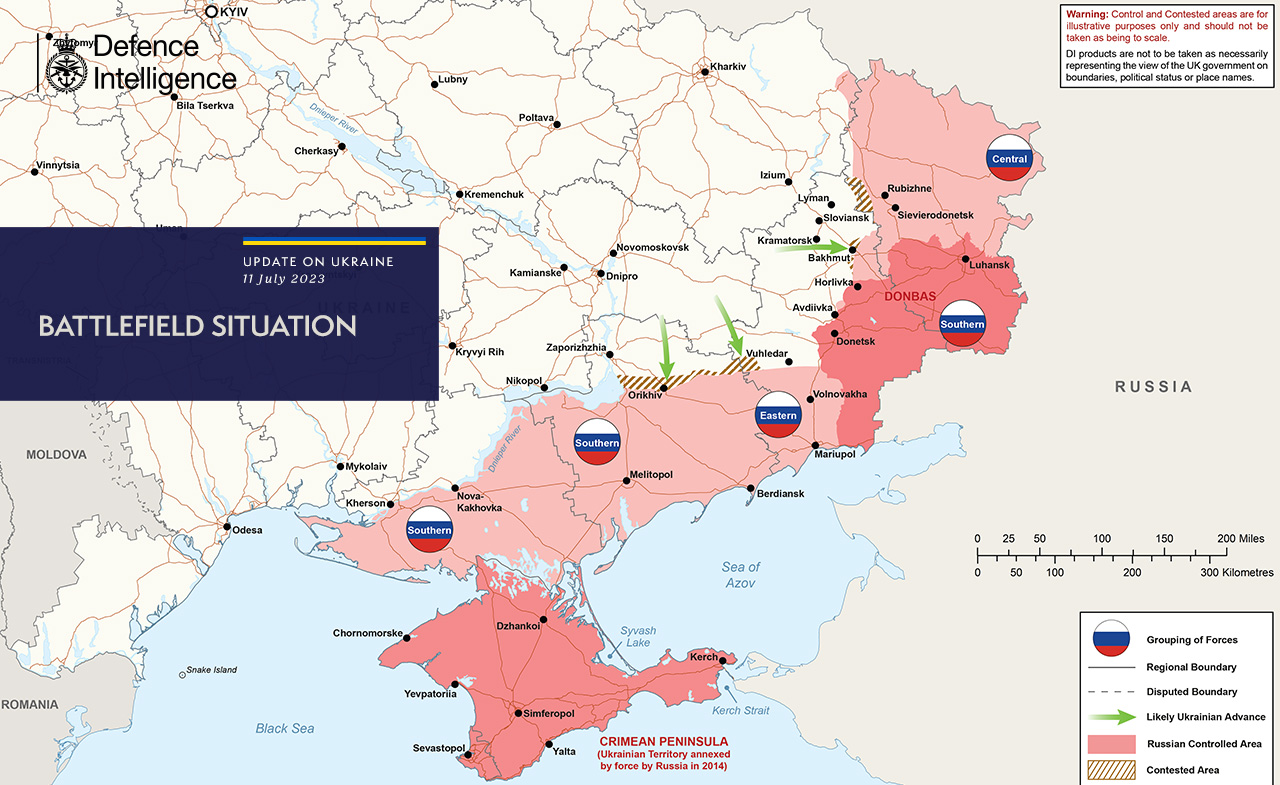
Situation le 11 juillet 2023

### 12 juillet

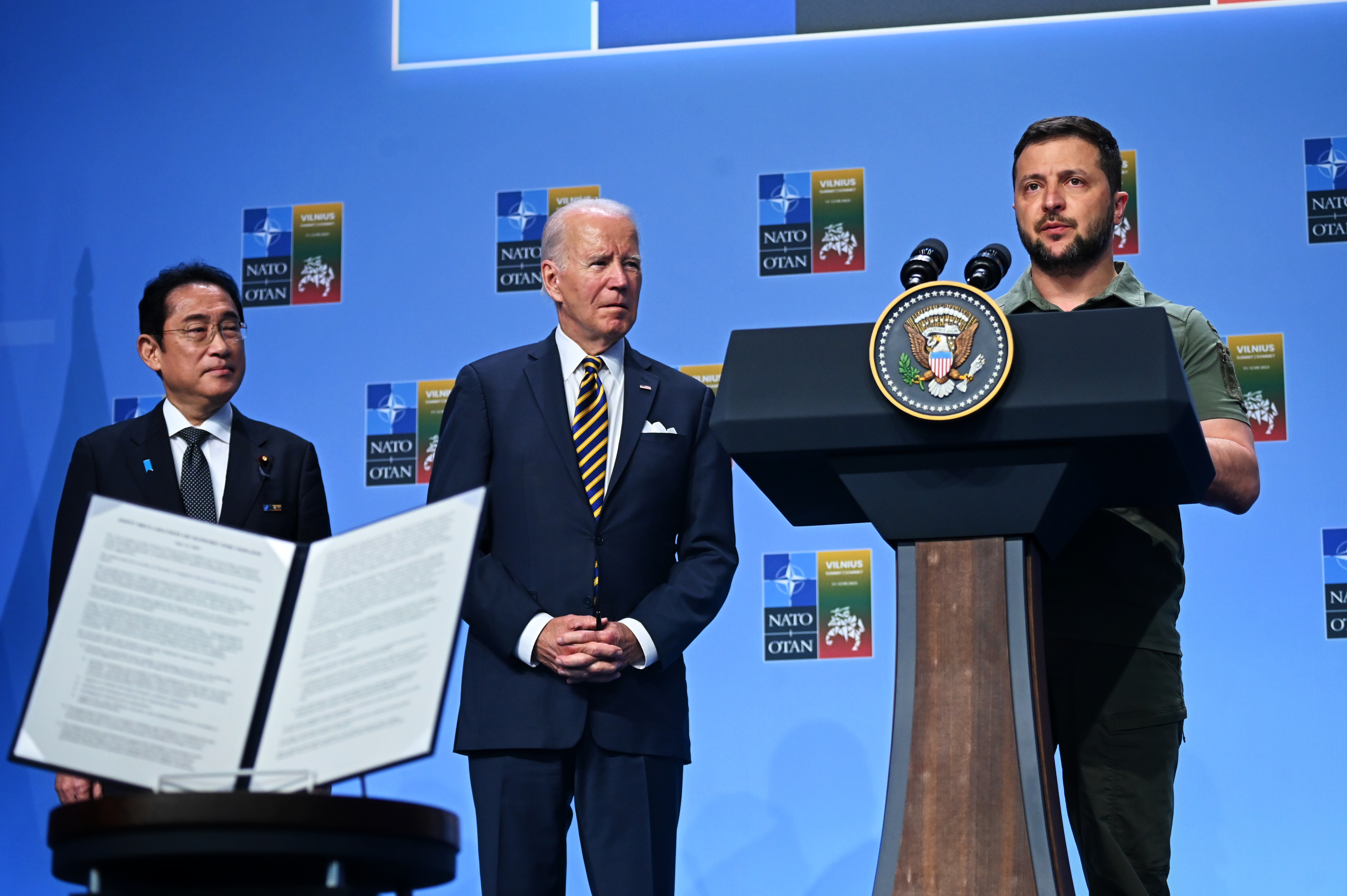
Les Présidents Biden et Zelensky, au pupitre, à Vilnius au sommet de l'O.T.A.N.

Le ministère de la défense russe annonce avoir reçu du groupe paramilitaire Wagner plus de 2 000 équipements, 2 500 tonnes de munitions et 20 000 armes légères.
Le chancelier allemand Olaf Scholz va fournir des lanceurs et des missiles Patriot supplémentaires pour protéger la vie en Ukraine.
La Norvège va fournir un ensemble de soutien NASAMS et 1 000 Micro-drones de type Black Hornet, et d'éléments de systèmes de missiles sol-air

### 13 juillet
L'Ukraine affirmé avoir abattu 20 drones d'attaque Shahed de fabrication iranienne et deux missiles de croisière russes au cours d'attaques principalement dirigées contre Kyïv et affirme qu'un missile balistique Iskander-M avait été tiré de Crimée occupée.
Le général Ivan Popov, commandant de la 58e armée russe engagée dans la région de Zaporijjia, est démis de ses fonctions, après avoir critiqué publiquement le haut commandement,.

### 14 juillet
Le gouverneur prorusse de la partie occupée de l'oblast de Zaporijjia, Ievhen Balytsky, affirme que la défense aérienne russe a abattu deux missiles Storm Shadow, au-dessus de Melitopol et de Berdiansk
Le porte-parole de l'état-major des forces armées ukrainienne Andrii Kovalov (uk) indique une progression dans le secteur de Bila Hora (uk)-Andriïvka.

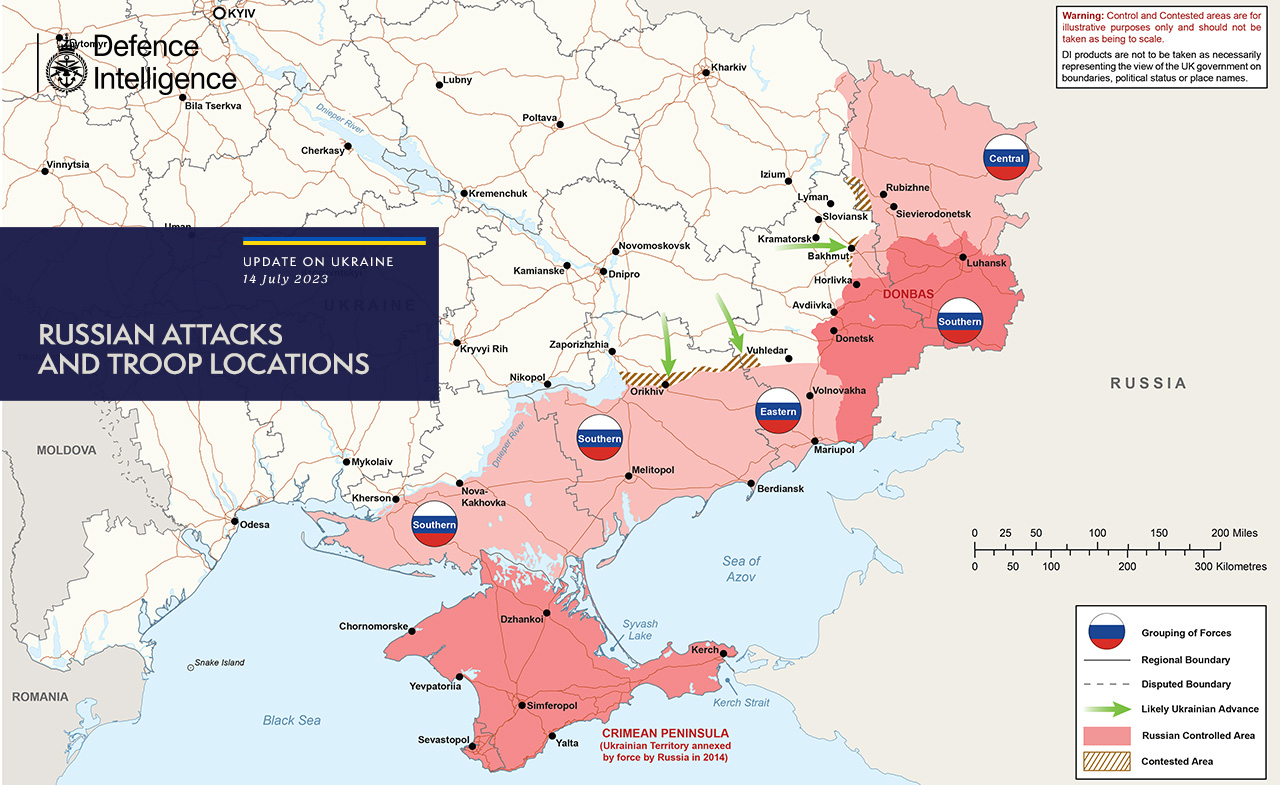
Situation le 14 juillet 2023

### 15 juillet
Le FSB, affirme avoir empêché les assassinats de Margarita Simonian, l'une des principales voix médiatiques du Kremlin, et de Ksenia Sobtchak, une influenceuse critique de l'offensive en Ukraine.
Le président sud-coréen, Yoon Suk Yeol, se trouve en Ukraine pour rencontrer le Président, Volodymyr Zelensky.
Le major-général Vladimir Seliviorstov, commandant de la 106e division aéroportée de la Garde est démis de ses fonctions, car il se plaignait des conditions de vie de ses soldats,,.

### 16 juillet
La vice-ministre de la Défense ukrainienne, Hanna Maliar, indique que les russes progressent dans le secteur de Koupiansk, mais que l'armée ukrainienne avance dans le secteur de Bakhmout, mais les champs de mines ralentissent la contre-offensive ukrainienne,,.
Le gouverneur de Sébastopol (ru), Mikhaїl Razvojaїev affirme que la défense russe a neutralisé une dizaine de drones ukrainiens au dessus de Sébastopol,

### 17 juillet
Sergueï Aksionov, le gouverneur russe de la péninsule de Crimée, indique : « La circulation a été interrompue sur le pont de Crimée. Une urgence s'est produite dans la zone du 145e pilier depuis le territoire de Krasnodar. Les forces de l'ordre et tous les services compétents sont à pied d'œuvre ».
The Kyiv Independent rapporte que des médias russes font état de deux attaques nocturnes sur le pont de Crimée, la première à 3 h 04 et la seconde à 3 h 20, que la circulation est interrompue et que deux personnes ont été tuées et une blessée,,,,. L'attaque aurait été opérée par La marine et le Service de sécurité ukrainien (SBU) avec des drones navals,,.

L'agence de presse Ukrinform, rapporte qu'effectivement, l'action a été menée par la marine ukrainienne et le SBU qui ont opéré à l'aide de drones de surface navals Sea Baby et que malgré la difficulté d'atteindre le pont, la mission a été accomplie.
.
Selon le porte-parole du commandement militaire de l'est de l'Ukraine, Serhi Tcherevaty, « l'armée russe concentre plus de 100 000 hommes, 900 chars, 555 pièces d'artillerie et 370 lance-roquettes multiples dans le secteur de Lyman-Koupiansk ».

### 18 juillet
Des attaques de drones russes ont lieu dans les régions d'Odessa, de Mykolaïv, de Kherson, de Zaporijjia, de Donetsk, de Kharkiv, de Dnipropetrovsk, de Poltava, de Kirovohrad et de Tcherkassy.
Le vice-premier ministre russe, Marat Khousnoulline indique que « la circulation des véhicules (…) a été rétablie en sens inverse sur une voie du pont ».
L'état-major ukrainien fait savoir que les violents combats qui se déroulent dans la localité de Staromaïorske (uk), au sud de Makarivka (uk), en aval de la rivière Mokri Yaly tournent à l'avantage des forces ukrainiennes,.

### 19 juillet
Odessa est de nouveau visée par des bombardements de drones explosifs qui ont touché les terminaux céréaliers et les infrastructures portuaires des ports d’Odessa et de Tchornomorsk, ainsi que les silos et les quais du port d'Odessa,.
Sergueï Aksionov, le gouverneur russe de la péninsule de Crimée, indique qu'un incendie s'est déclaré sur un terrain militaire obligeant l'évacuation de plus de 2 000 civils dans quatre localités du raïon de Kirovske adjacentes au terrain militaire abritant un dépôt de munitions,,,.

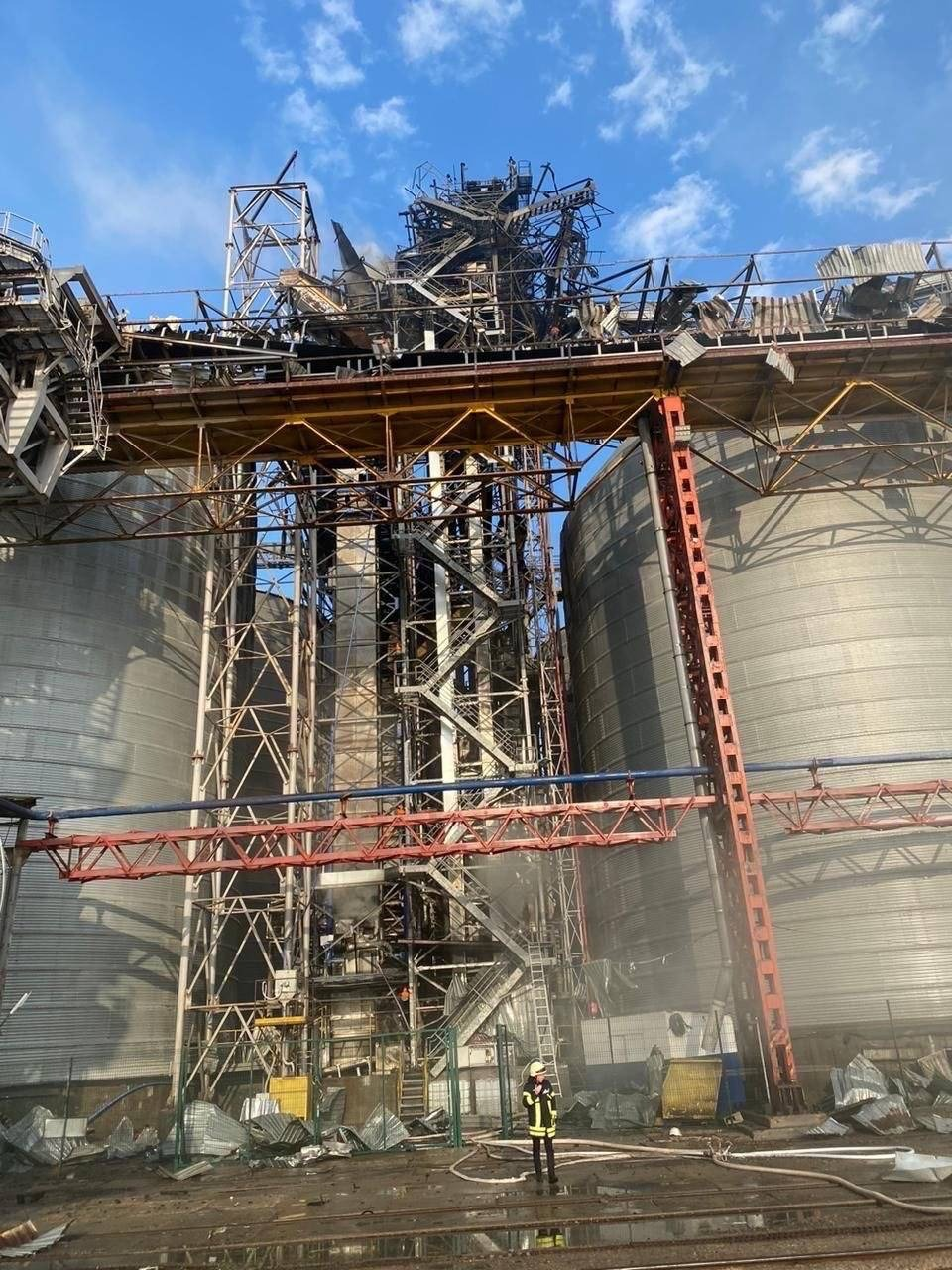
Infrastructures portuaires endommagées dans la région d'Odessa.
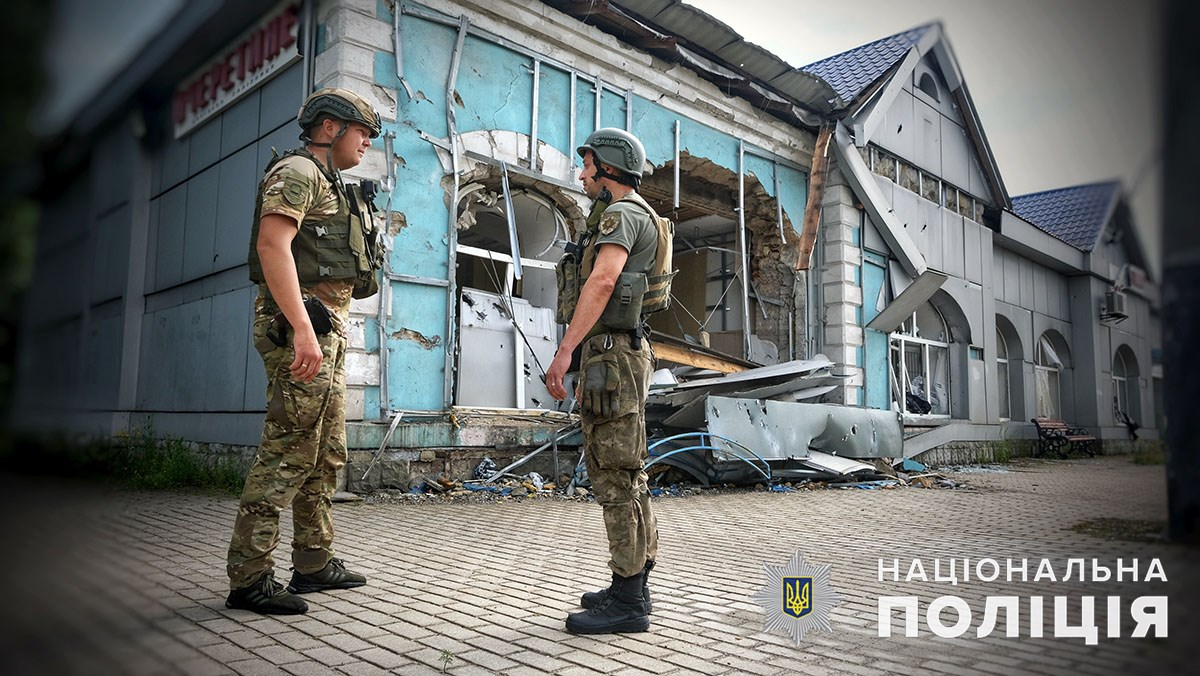
La Gare d'Otcheretyne.

### 20 juillet
Afin de désengorger le pont de Crimée, après l'attaque du pont de Crimée le 17 juillet dernier, le ministère des Transports russe incite les automobilistes à privilégier le parcours via Rostov-sur-le-Don – Taganrog – Marioupol – Berdiansk - Melitopol – pont Tchongar (ru) – Djankoï – Simferopol, villes situées dans les territoires occupés par la Russie. Cette route passe à moins de 100 km de la ligne de front, certaines de ses sections sont à la portée des HIMARS et de certains types d'obus d'artillerie,,.
Le porte-parole du Conseil de sécurité national américain, Adam Hodge, déclare : « nos informations indiquent que la Russie a posé de nouvelles mines aux abords des ports ukrainiens. Nous pensons que cela fait partie d'un effort bien coordonné visant à justifier toute attaque contre des bateaux civils dans la mer Noire et faire porter la responsabilité de ces attaques à l'Ukraine ».
Le ministère russe de la Défense fait savoir que « les navires qui s'aviseraient de faire route vers les ports ukrainiens seraient considérés comme des cibles militaires ».
 En réponse, le ministère de la Défense ukrainien a indiqué que « tous les navires naviguant dans les eaux de la mer Noire en direction des ports maritimes de la Russie et des ports maritimes ukrainiens situés sur le territoire temporairement occupé par la Russie pourront être considérés par l'Ukraine comme transportant des marchandises militaires avec tous les risques associés »
Pour la troisième nuit d'affilée les russes ont bombardé Odessa avec des missiles blessant au moins 11 personnes.

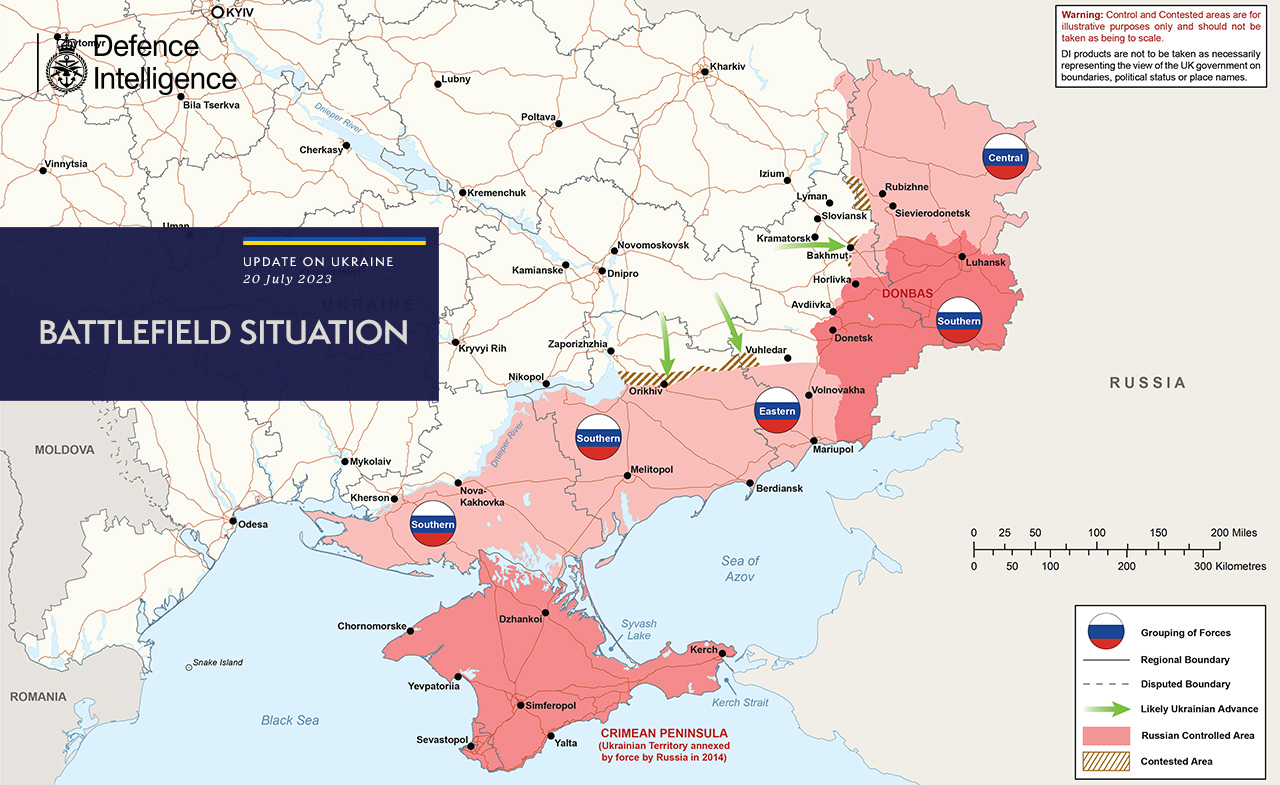
Situation le 20 juillet 2023

### 21 juillet
En raison de la présence de mercenaires du groupe Wagner et d'infiltrations russes, la Pologne renforce sa présence militaire à la frontière avec la Biélorussie.
Le blogueur nationaliste russe Igor Guirkine est interpellé par les forces de l'ordre russe. Accusé d'incitation à  l'« extrémisme », il est placé en détention provisoire.
Les frappes russes sur Odessa continuent.

### 22 juillet
L'incendie qui s'est déclaré sur un terrain militaire, abritant un dépôt de munitions, dans le raïon de Kirovske en Crimée, le 19 juillet dernier, a été provoqué par une attaque de drones ukrainiens.
Sergueï Aksionov, le gouverneur russe de la péninsule de Crimée, indique : « le trafic ferroviaire dans le district du territoire de Krasnodar, où a eu lieu l'attaque est rétabli ».

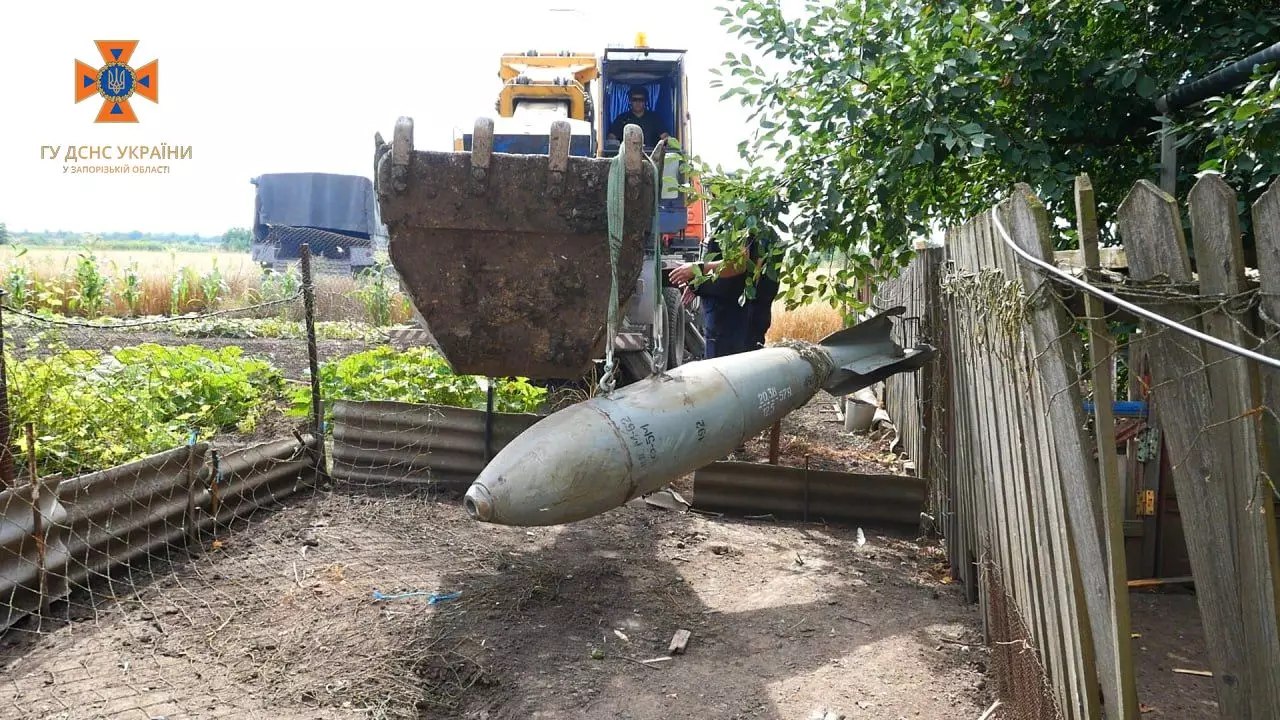
Le service d'urgence de l'Ukraine retire une bombe aérienne guidée non explosée FAB-500 trouvée dans le raïon de Zaporijjia.

### 23 juillet
À 3 heures du matin, Odessa est touchée par dix-neuf missiles aériens, :
- 5 missiles de croisière « P-800 Oniks », lancés par le système de missiles côtiers « Bastion » à partir de la Crimée;
- 3 missiles de croisière Kh-22, lancés depuis des Tu-22MZ  à partir de la mer Noire;
- 4 missiles de croisière « Kalibr » lancés vraisemblablement à partir d'un sous-marin en mer Noire;
- 5 missiles de croisière « Iskander-K » lancés à partir de la Crimée;
- 2 missiles balistiques « Iskander-M » lancés à partir de la Crimée.

L'armée de l'air ukrainienne affirme avoir détruit : 4 « Kalibr » et 5 « Iskander-K ».

La Cathédrale de la Transfiguration d'Odessa est endommagée et le bilan humain est actuellement de deux morts et vingt-quatre blessés,,. Le gouvernement ukrainien promet des représailles.

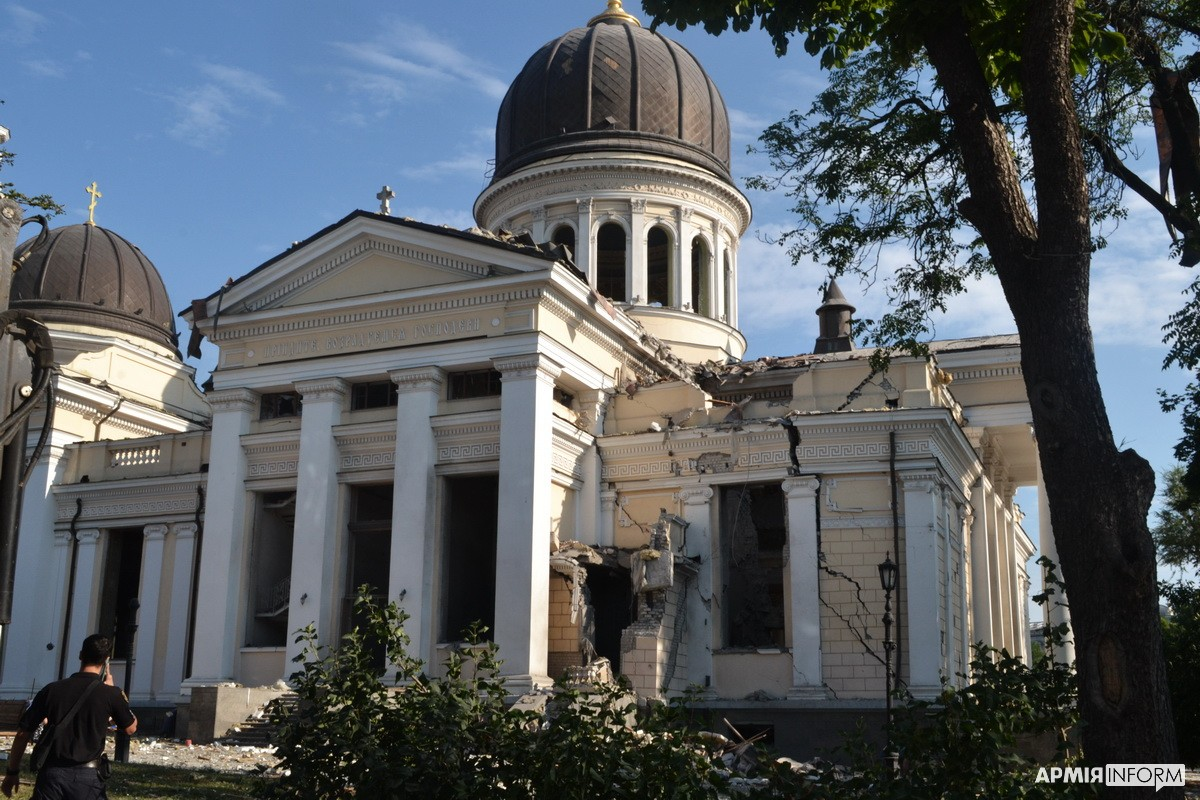
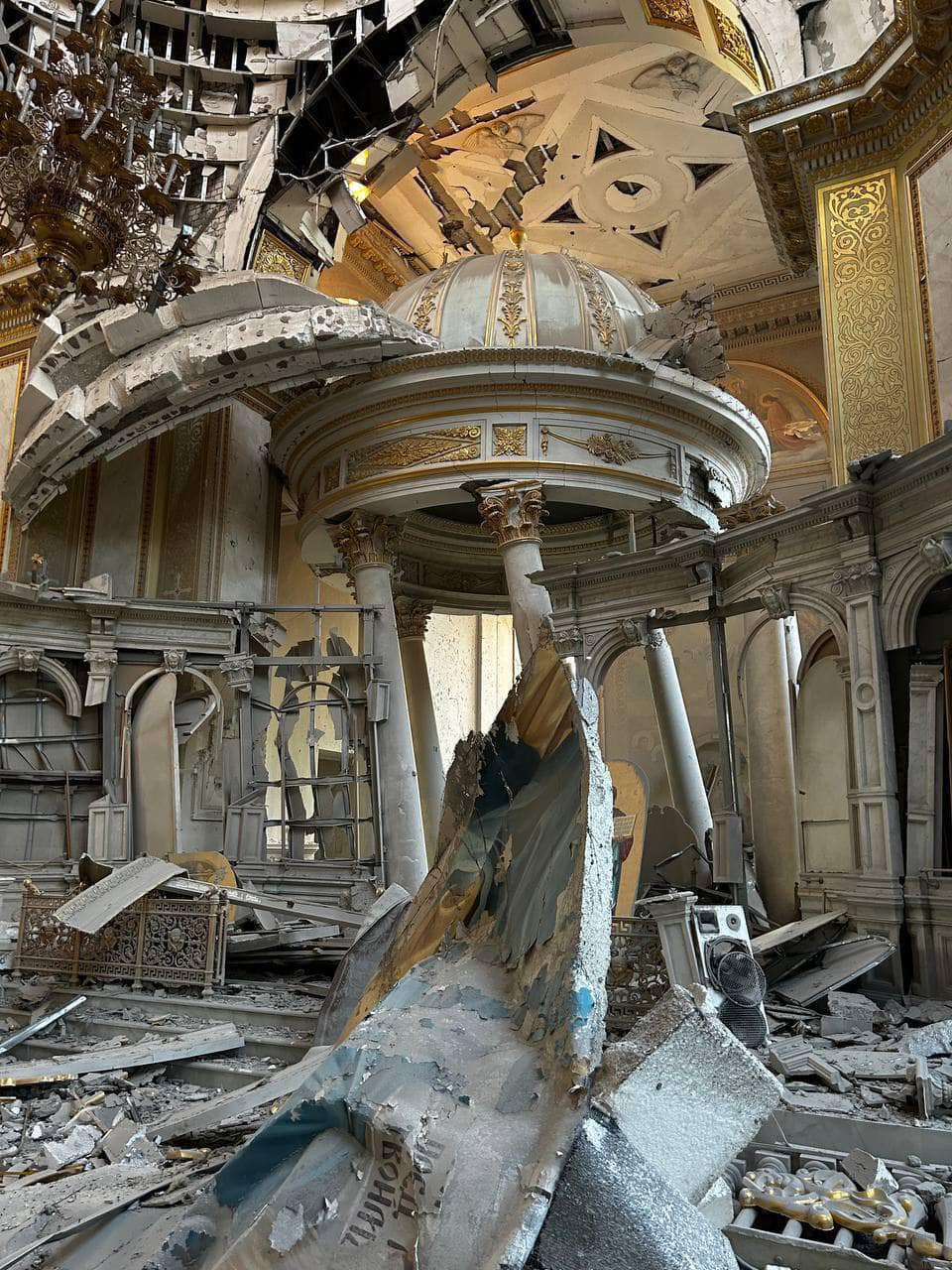
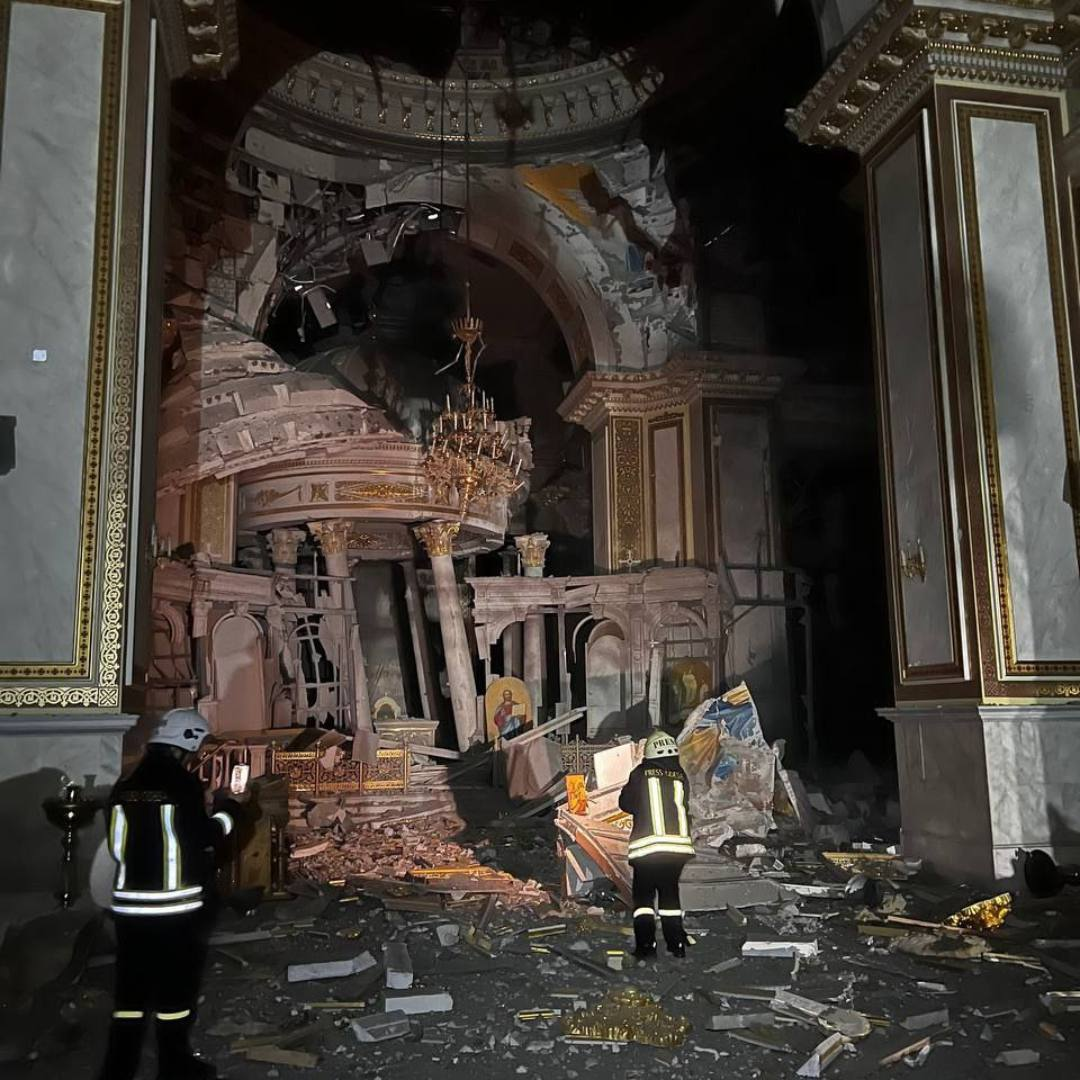

### 24 juillet
L'AIEA a vu des mines sur le site de la centrale nucléaire de Zaporijjia, mais elle n’a toujours pas accès aux toits de la centrale,.
Le ministère de la Défense russe annonce : « Quatorze drones ukrainiens ont été neutralisés par la guerre électronique, parmi lesquels onze se sont écrasés en mer Noire, et trois autres sont tombés sur le territoire de la péninsule. De plus, trois drones ont été détruits par des systèmes de défense aérienne ».
Le gouverneur de la Crimée, Sergueï Aksionov indique qu'un dépôt de munitions a été touché lors d'une attaque ukrainienne de drones en Crimée, dans le raïon de Djankoï.
Deux drones ukrainiens frappent Moscou. L'un d'eux est tombé sur la perspective Komsomolski (ru), près du ministère de la Défense, l'autre a touché un centre d’affaires de la rue Likhatchov, près de l'un des principaux boulevards périphériques de Moscou,
15 drones suicides Shahed-136 attaquent l'infrastructure portuaire du port de Reni, sur le Danube détruisant un hangar à céréales et des réservoirs de stockage de marchandises.

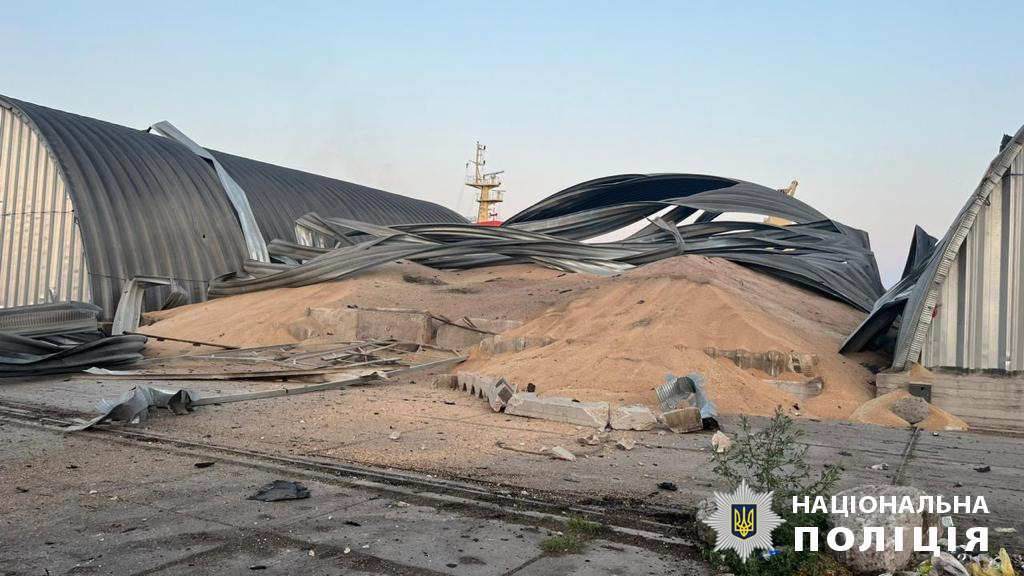
Hangar à céréales détruit à Reni après l'attaque du 24 juillet 2023.
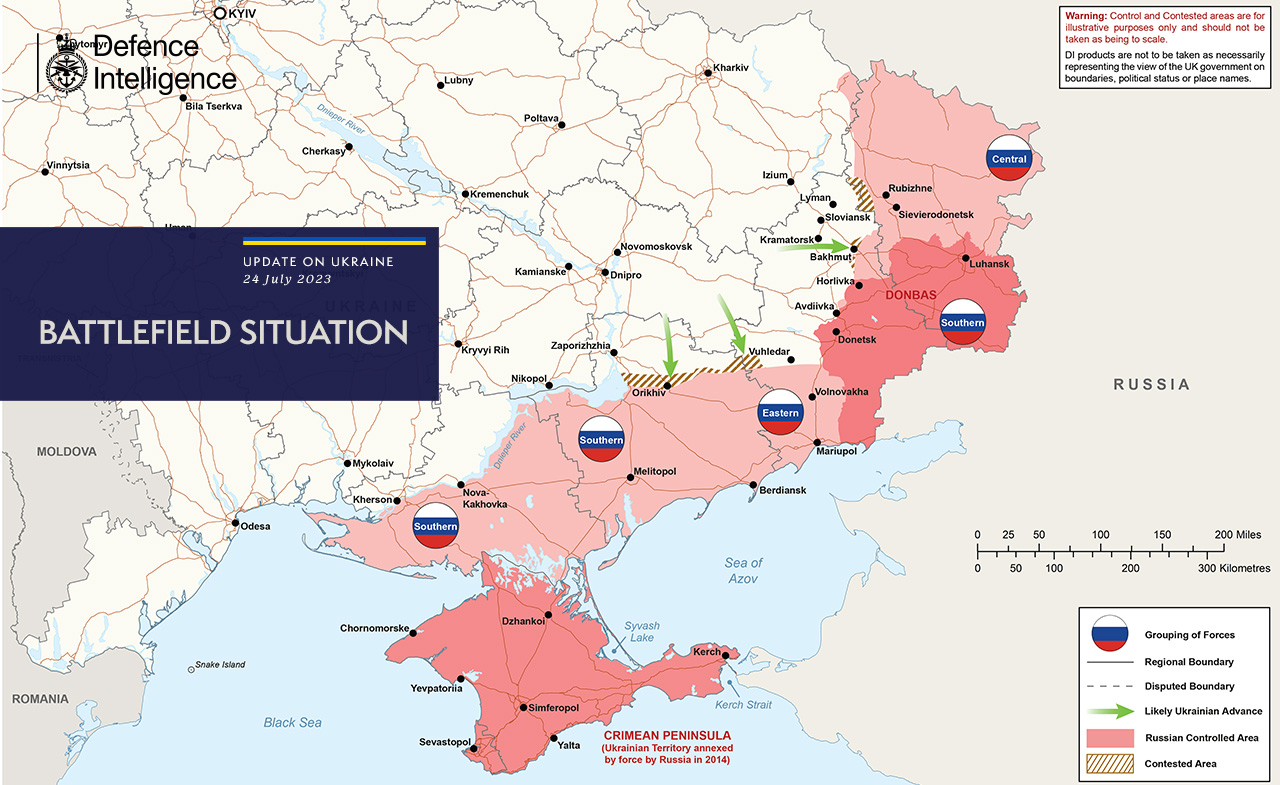
Situation le 24 juillet 2023

### 25 juillet
La Douma vote une loi prévoyant l'augmentation de l'âge limite pour être appelé à faire son service militaire obligatoire, qui passe de 27 à 30 ans. Ainsi à partir du 1er janvier 2024, les citoyens âgés de 18 à 30 ans seront appelés pour effectuer leur service militaire.
L'armée russe affirme avoir détruit deux drones navals ukrainiens ayant attaqué le patrouilleur Sergueï-Kotov en mer Noire

### 26 juillet
Le commandant de l'armée de l'air ukrainienne, Mikola Olechtchouk, indique que le 26 juillet, 36 missiles de croisière de l'ennemi ont été détruits. 3 missiles Kalibr lors d’une première série d'attaques dans l'après-midi et 33 missiles Kh-101 et Kh-55 en début de soirée. Les missiles ont été tirés depuis huit bombardiers stratégiques russes Tu-95 et des chasseurs MiG-31 ont tiré quatre missiles hypersoniques Kinjal.

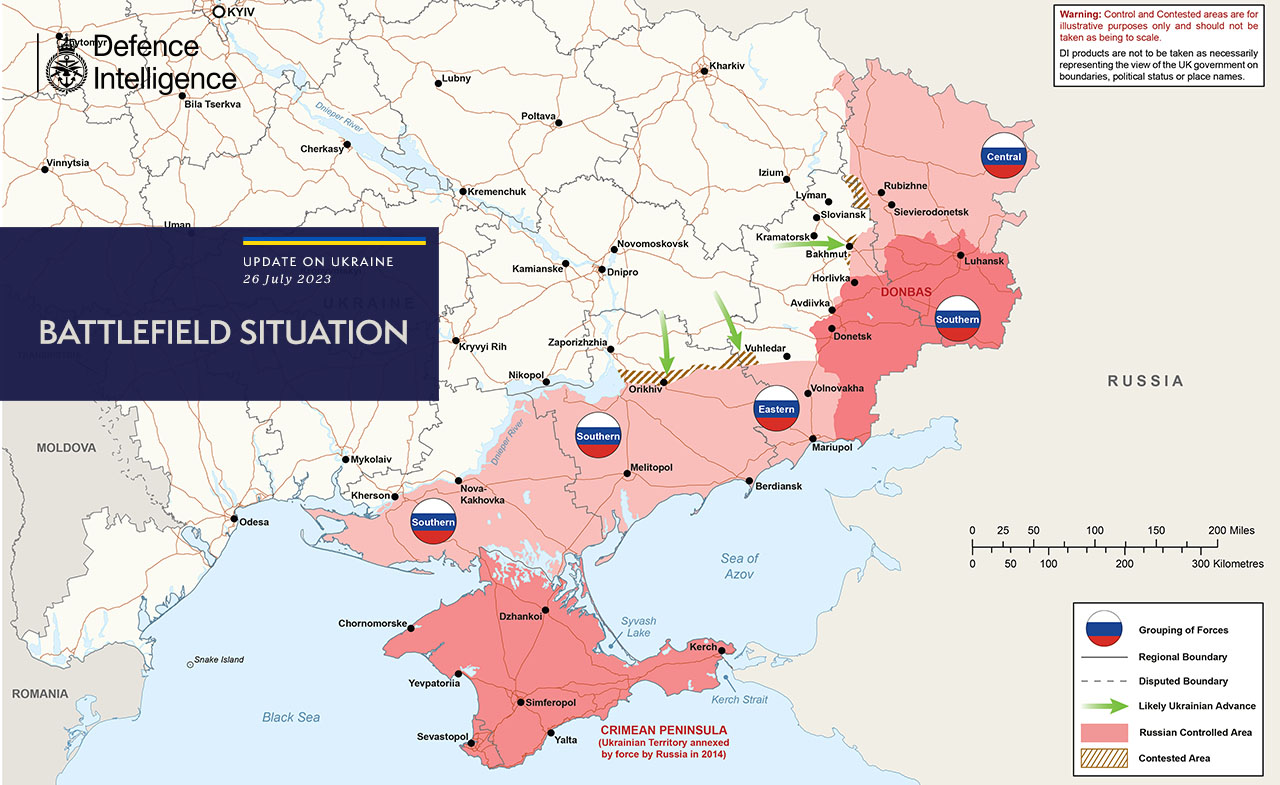
Situation le 26 juillet 2023

### 27 juillet
En cartes : La ville portuaire d'Odessa cible d'attaques répétées de l'armée russe ces derniers jours
La vice-ministre de la Défense ukrainienne Hanna Maliar affirme : « au sud de Bakhmout, les Forces ukrainiennes avancent progressivement, tandis qu'elles repoussent les attaques ennemies au nord. Les combats se poursuivent aussi dans la région de Klichtchiïvka, Kurdiumivka (uk) et Andriïvka (uk), des localités situées dans la banlieue de Bakhmout. Dans le secteur de Lyman »,.

Hanna Maliar indique également que le village de Staromaïorske (Staromayorske, Staromaiors'ke) (uk) (Oblast de Donetsk) est libéré par les forces ukrainiennes. La 35e brigade d'infanterie navale et l'unité de défense territoriale « Arei (Ariy) » de la 129e brigade de défense territoriale, participent à ces combats.
Alors que la 47e brigade mécanisée avance sur Robotyne, plus à l'est, Staromaïorske (Staromayorske, Staromaiors'ke) (uk) est libérée.

### 28 juillet
Le maire de Moscou, Sergueï Sobianine, affirme avoir détruit un drone dans la région de Moscou.
L'armée russe indique avoir intercepté un missile ukrainien dont les débris sont tombés sur la ville de Taganrog, et un second dans une zone désertique près de la ville d'Azov, dans la région de Rostov.
Un groupe de saboteurs ukrainiens fait exploser un dépôt de munitions situé dans la baie des cosaques près de Sébastopol sur le territoire du quartier général de la 810e brigade d'infanterie navale de la Garde russe en Crimée.

### 29 juillet
L'Ukraine abandonne le calendrier Julien et passe à compter du 1er septembre, au calendrier Grégorien
Le maire de Moscou, Sergueï Sobianine, affirme que « des drones ukrainiens ont attaqué cette nuit. Les façades de deux tours de bureaux de la ville ont été légèrement endommagées. Il n’y a pas de victimes ni de blessés ». Cette attaque a provoqué la fermeture de l'aéroport international de Vnoukovo à Moscou et endommageant deux immeubles,,,.

### 30 juillet
Les troupes ukrainiennes font face, et parviennent à repousser, à de nombreux assauts russes dans la forêt de Serebryansky, dans la région de Kreminna,
L'armée russe affirme avoir repoussé une attaque de drones ukrainiens sur la Crimée, et indique  que 25 drones ont été interceptés.
Le gouverneur russe de l'oblast de Briansk, Alexandre Bogomaz, signale que les Ukrainiens ont bombardé le village de Zyornovo, dans le raïon Souzemski (ru), le village de Tchourovitchi (ru) et un élevage de porcs situés dans le raïon Klimovski (ru).

### 31 juillet
le ministère de la Défense britannique affirme que « plusieurs milliers de membres de la milice privée russe Wagner se trouvent à Tsel, dans un camp militaire du centre de la Biélorussie ».
Le gouverneur russe de l'oblast de Briansk, Alexandre Bogomaz, indique que « Un drone ukrainien a frappé le commissariat de police du raïon de Troubtchevski (ru) ».
Selon le chef de la « république populaire de Donetsk », Denis Pouchiline, l'armée russe a repris le village de Staromaïorske (Staromayorske, Staromaiors'ke) (uk).
Le ministre de la Défense russe, Sergueï Choïgou, affirme que « les 26 et 27 juillet, plus de 400 militaires ukrainiens, 31 chars, dont 3 Leopard allemands, 2 chars français, et 32 véhicules blindés de combat, ont été détruits dans la zone de Robotyne et assure qu'au cours du dernier mois, les pertes humaines des ukrainiens s'élèvent à plus de 20 800 militaires ».
L'agence de presse russe RIA Novosti indique que « Vladimir Poutine a signé une loi portant à 30 000 roubles (296 euros) les amendes pour non-présentation à un bureau d'enrôlement militaire sur convocation sans raison valable et des amendes allant jusqu’à 400 000 roubles (3 949 euros) pour la non-présentation par des personnes morales de listes pour l'inscription de citoyens sur le registre militaire ».
Une attaque de missiles russes touche un bâtiment scolaire et détruit en partie un immeuble d'habitation à Kryvyï Rih faisant six morts et quarante-trois blessés,.

### Août 2023
Pour les événements suivants, voir Chronologie de l'invasion de l'Ukraine par la Russie (août 2023).